# Juan José Omella Omella
Juan José Omella Omella (Cretas, Teruel, 21 de abril de 1946)  é um cardeal da Igreja Católica espanhol, arcebispo da Barcelona.

## Biografia
Estudou no Seminário de Zaragoza e centros de formação dos Padres Brancos em Louvain e Jerusalém.
Foi ordenado padre a 20 de setembro de 1970. Foi vice-pároco na Arquidiocese de Zaragoza e pároco de 1990 a 1996; Vigário episcopal de Zaragoza e Capelão das Monjas Cisertanas do Mosteiro de "Santa Lúcia" em Saragoça. Por um ano, foi missionário no Zaire, hoje conhecido como República Democrática do Congo.

### Bispo
A 15 de julho de 1996 foi nomeado pelo Papa João Paulo II como bispo-auxiliar de Zaragoza, sendo consagrado como bispo-titular de Sasabe em 22 de setembro do mesmo ano pelo arcebispo de Zaragoza, Dom Elias Yanes Alvarez, coadjuvado por Joaquín Carmelo Borobia Isasa, bispo de Tarazona e por Jose Maria Conget Arizaleta, bispo de Jaca.
A 27 de outubro de 1999 foi nomeado bispo de Barbastro-Monzón, um encargo que assumiu o cargo em 12 de dezembro. Ele foi nomeado administrador apostólico da Diocese de Huesca em 24 de agosto de 2001 e de Jaca a 19 de outubro de 2001, até 19 de dezembro de 2003 em ambos. Em 8 de abril de 2004 foi nomeado Bispo de Calahorra e La Calzada-Logroño, onde fez sua entrada solene em 29 de maio.
Em fevereiro de 2014, ele fez uma visita ad limina a Roma com outros bispos espanhóis, quando se encontrou com o Papa Francisco. Em 6 de novembro do mesmo ano, foi nomeado membro da Congregação para os Bispos pelo Papa Francisco.

### Arcebispo
A 6 de novembro de 2015 foi promovido a arcebispo metropolitano de Barcelona pelo Papa Francisco,, fazendo sua entrada solene em 26 de dezembro.

### Cardeal
Em 21 de maio de 2017, o Papa Francisco anunciou que o cria cardeal no consistório de 28 de junho seguinte, quando recebeu o anel cardinalício, o barrete vermelho e o título de cardeal-presbítero de Santa Cruz em Jerusalém.
Em 23 de dezembro de 2017, o Papa o nomeou membro da Congregação para os Bispos e do Supremo Tribunal da Assinatura Apostólica. Tomou posse do título em 21 de janeiro de 2018. Em 3 de março de 2020, foi eleito Presidente da Conferência Episcopal Espanhola para o quadriênio 2020-2024.

### Ordenações

#### Principal
- Sergi Gordo Rodríguez (2017)
- Antoni Vadell Ferrer † (2017)
- Cristóbal Cardeal López Romero, S.D.B. (2018)
- Joan Planellas i Barnosell (2019)
- Javier Vilanova Pellisa (2020)
- José Antonio Satué Huerto (2021)
- Ernesto Jesús Brotóns Tena (2022)
- David Abadías Aurín (2023)
- Florencio Roselló Avellanas, O. de M. (2024)

#### Co-Principal
- Bernard-Nicolas Jean-Marie Aubertin, O. Cist. (1998)
- Alfonso Milián Sorribas † (2000)
- Abilio Martínez Varea (2017)
- Vicente Ribas Prats (2021)
- Octavi Vilà Mayo, O.Cist. (2024)